# جهش

سه نمونه از ماهی کپور: کپور با پولک شفاف انفرادی معمولی (بالا)، پولک‌های شفاف/پولک‌های شفاف موزاییکی (وسط)، پولک‌های کاملاً شفاف/کپور گیوکی (پایین). که جهش عامل ایجاد این تنوع در رنگ و شکل پولک شده‌است.

جهش یا موتاسیون (به فرانسوی: Mutation) یک تغییر ژنتیکی است که صفات زیستی برخی از افراد یک گونه را تغییر می‌دهد. به‌عبارت دقیق‌تر، جهش‌ها تغییراتی ماندگار در توالی نوکلئوتیدی مولکول‌های دی‌ان‌ای یک جاندار هستند. جهش‌ها می‌توانند در هر بخشی از دی‌ان‌ای رخ دهند.
در هر یک از فعالیت‌های سلولی نظیر فرایندهای همانندسازی، رونویسی، ترجمه، ترکیب مجدد یا نوترکیبی کروموزوم‌ها و بروز و ظهور اطلاعات ژنتیکی احتمال خطا و اشتباه وجود دارد و ممکن است جهش یا موتاسیون اتفاق بیفتد. 
در موارد نادر ممکن است تغییر خود به‌خودی در قسمتی از دی‌ان‌ای رخ دهد. این تغییر که جهش نامیده می‌شود، ممکن است تغییر در رمز ایجاد نموده و به تولید یک پروتئین ناقص منجر شود. گاهی نتیجهٔ خالص به صورت تغییری در ظاهر فرد یا تغییری در یک شاخص قابل اندازه‌گیری جاندار، به‌نام ویژگی یا صفت مشاهده می‌گردد. طی فرایند جهش، یک ژن ممکن است به دو یا چند شکل متفاوت به نام الل تغییر یابد.

## انواع جهش
می‌توان جهش‌ها را بسته به این که چه تأثیری بر فنوتیپ جاندار وارد می‌کنند، به سه دسته تقسیم نمود:
1. جهش‌های مضر (detrimental): به جهش‌هایی گفته می‌شود که شایستگی فرد را کاهش می‌دهند. جهش‌های مضر غالباً از جمعیت حذف می‌شوند زیرا انتخاب طبیعی علیه افراد واجد این گونه جهش‌ها عمل می‌کند. البته جهش نادرست باعث مضر شدن آن می‌شود
2. جهش‌های خنثی (neutral): جهش‌های خنثی آنهایی هستند که تأثیرات فنوتیپیک آن‌ها نه سودمند است و نه مضر و معمولاً توسط انتخاب طبیعی تحت تأثیر قرار نمی‌گیرند و به عنوان نتیجهٔ یک شکاف ژنتیکی ممکن است در جمعیت باقی بمانند یا از بین بروند.
3. جهش‌های مفید (beneficial): جهش‌های سودمند آنهایی هستند که الل‌های حاصله به دلیلِ اینکه سازگاری فرد حامل جهش را افزایش می‌دهند، باقی می‌مانند. نهایتاً این جهش‌ها تمایل دارند که در جمعیت تثبیت شوند. طی فرایند تثبیت، یک الل جایگزین الل دیگری می‌شود.

یک دسته بندی دیگر برای جهش ژنی وجود دارد که به شرح زیر است :
۱#.جهش بد معنی یا Missense
این نوع جهش تغییری در یک جفت باز DNA است و در پروتئینی که توسط یک ژن ساخته می‌شود منجر به جانشینی یک آمینو اسید به جای آمینو اسید دیگر می‌شود.
۲#.جهش بی معنی یا Nonsense
یک جهش بی معنی نیز تغییر در یک جفت باز DNA است. اما به جای جایگزینی یک آمینو اسید با دیگری، توالی DNA  تغییر یافته قبل از کامل شدن پروتئین، پیامی مبنی بر توقف ساخت آن به سلول ارسال می‌کند. این نوع جهش منجر به ساخت یک پروتئین کوتاه تر می‌شود که شاید عملکرد معیوبی داشته باشد و یا اصلا عملکردی نداشته باشد.
۳#.درج یا اضافه شدن یا Insertion
این جهش با افزودن قطعه‌ای DNA، تعداد بازهای DNA را در یک ژن تغییر می‌دهد. در نتیجه پروتئین ساخته شده توسط این ژن به درستی عمل نمی‌کند.
۴#.حذف یا Deletion
این جهش تعداد بازهای DNA را با حذف قطعه‌ای از DNA تغییر می‌دهد. جهش‌های حذفی کوچک یک یا چند جفت باز را از ژن حذف می‌کنند، در حالیکه جهش‌های حذفی بزرگتر می‌تواند کل یک ژن یا چندین ژن مجاور را نیز حذف کنند. DNA حذف شده عملکرد پروتئین یا پروتئین‌های حاصله را تغییر می‌دهد.
۵#.مضاعف شدگی یا Duplication
این جهش شامل قطعه‌ای DNA است که به صورت غیر طبیعی یک یا چند بار کپی می‌شود. این نوع جهش، عملکرد پروتئین حاصله را تغییر می‌دهد.
۶#.جهش تغییر چارچوب یا Frame shift
این جهش‌ها وقتی رخ می‌دهند که افزودن یا حذف بازهای DNA چارچوب خواندن ژن را تغییر دهد. چارچوب یا قاب خوانش شامل گروه‌های سه تایی از بازهاست که هر یک برای یک آمینو اسید کد شده اند. جهش‌های تغییر چارچوب این گروه بندی را بین بازها و کدهای آمینو اسید‌ها تغییر می‌دهد. پروتئین حاصله معمولا فاقد عملکرد است. درج، حذف، مضاعف سازی همگی می‌توانند سبب جهش‌های تغییر چارچوب شوند.
۷#.گسترش تکرارها یا Repeat expansion
تکرار‌های نوکلئوتیدی توالی‌های کوتاه DNA هستند که چندین بار در یک ردیف تکرار می‌شوند. برای مثال یک تکرار سه نوکلئوتیدی از توالی‌های 3 جفت بازی، و یک تکرار تترانوکلئوتیدی از توالی‌های 4 جفت بازی ساخته شده اند. این جهش تعداد دفعات تکرار توالی‌های کوتاه DNA را افزایش می‌دهد. این نوع جهش می‌تواند سبب شود تا پروتئین حاصله عملکرد معیوبی داشته باشد.

## جهش‌های زیان‌آور و بد و سودمند
بیشتر جهش‌ها از نظر ارزش بقاء زیان‌آور یا بی فایده‌اند، از آنجایی که ما و دیگر جانداران فراوردهٔ انتخاب طبیعی هستیم، مجموعهٔ ژن‌های موجود ما باید نزدیک به آن چیزی باشد که محیطی که ما و اجداد ما در آن زیسته‌ایم آن را بیشتر ایجاب می‌کرده‌است. علاوه بر این، مجموعهٔ کامل ژن‌های موجود در یک فرد، باید ترکیب متوازنی را به وجود آورده باشند؛ بنابراین اگر بسیاری از این ژن‌ها جهش پیدا کنند، احتمال اینکه توازن موجود برقرار بماند بسیار اندک خواهد بود. از این رو به ندرت، جهش‌ها باعث ایجاد تغییرات مفید در ژن‌ها می‌شوند.
اما در موارد به نسبت نادری نیز این جهش‌ها سودمند هستند. برخی از این جهش‌ها به جانوران در رقابت با دیگران برتری می‌دهند. در این گونه موارد، افرادی که دارای ژن‌های جهش یافته هستند باقی می‌مانند و افرادی که فاقد آن‌ها هستنند از میان خواهند رفت. این فرایند هم علت تغییرات جزئی در درونِ یک گونهٔ معین و هم بسیاری از تغییرات عمده‌ای را که منجر به از بین رفتن کامل یک گونه می‌شود توضیح می‌دهد.

## علت وقوع جهش
وقوع جهش، گوناگونی ژنتیکی را در جمعیت افزایش می‌دهد. جهشِ جدیدی که به سلول‌های جنسی (گامت‌ها) منتقل می‌گردد، به دلیل جانشین شدن اللی با الل دیگر، بلافاصله باعث بروز تغییراتی در مجموع الل‌های (خزانهٔ ژنی) یک جمعیت می‌شود. در یک دورهٔ طولانی، جهش برای وقوع تطور زیستی (فرگشت) بسیار مهم است، زیرا جهش منبعِ اصلی تفاوت‌های ژنتیکی است که به عنوان مادهٔ خام برای انتخاب طبیعی عمل می‌کند.

## بیماری‌های ژنتیکی
بیماری‌های ژنتیکی در اثر وقوع انواع مختلف جهش‌ها (جهش‌های نقطه‌ای، حذف، تعویض، مضاعف شدن، جابجایی و معکوس شدن)، در ژن‌ها ایجاد می‌شوند. این جهش‌ها ممکن است در توالی‌های ساختاری ژن یا توالی‌های تنظیمی روی دهند. جهش در توالی‌های ساختاری ممکن است باعث بیان پروتئینی شود که فعالیت زیستی آن کاهش یافته یا از بین رفته‌است. برخی جهش‌ها در توالی‌های ساختاری باعث بیان پروتئین‌هایی می‌شوند که دارای فعالیت زیستی جدیدی هستند. این نوع جهش‌ها، جهش‌های نئومورف (نوریخت) نامیده می‌شوند. برای مثال، در بیماری هانتینگتون، جهش نئومورف در ژن کدکننده پروتئین هانتینگتون، منجر به بیان پروتئینی می‌شود که دارای خواص جدیدی است. این پروتئین‌های جهش یافته با اتصال به یکدیگر، توده‌های درون سلولی ایجاد می‌کنند که باعث بیماری هانتینگتون می‌شوند.
در صورتی‌که جهش در توالی‌های تنظیمی واقع شود، میزان بیان ژن تغییر کرده و در نتیجه ژن از میزان عادی بیشتر یا کمتر بیان می‌شود. در برخی موارد تغییر در الگوی متیلاسیون توالی‌های تنظیمی، بر میزان بیان ژن تأثیر می‌گذارد. به جهشی که باعث افزایش بیان ژن می‌شود، جهش هایپرمورف و به جهشی که منجر به کاهش بیان ژن می‌شود، جهش هیپومورف، گفته می‌شود. برخی جهش‌ها در توالی‌های تنظیمی، به‌طور کلی مانع از بیان ژن می‌شوند. این جهش‌ها آمورف (بی‌شکل) نامیده می‌شوند. همچنین نوعی جهش سبب ایجاد بیماری گلبول قرمز داسی شکل می‌شود که عوارض زیادی در تنفس بوجود می‌آورد

## نظریهٔ دووریس
در اوایل قرن بیستم یک دانشمند هلندی به نام دووریس نظریهٔ جهش را ارائه داد. دووریس معتقد بود، صفاتی به‌طور ناگهانی در یک فرد ظاهر می‌شوند و این صفات قابل انتقال به نسل‌های بعدی نیز هستند. جاندارانی را که در آن‌ها صفات جدید به‌وجود می‌آید در اصطلاح جهش یافته می‌نامند. صفات جدیدی که در یک جهش به‌وجود می‌آیند اغلب مضر هستند و سبب نابودی جاندار می‌شوند، گاهی به ندرت در یک جهش صفات مفیدی هم ظاهر می‌شدند. جاندارانی که در آن‌ها یک یا چند صفت مفید ظاهر می‌شود. نسبت به همنوعان خود سازگاری بیشتری با محیط پیدا می‌کنند و رفته رفته تعداد آن‌ها در محیط افزایش پیدا می‌کند.

## چگونگی بروز جهش
می‌دانید که صفات ارثی از طریق کروموزوم‌های داخل هسته به ارث می‌رسند. مشاهده‌های دقیق کروموزم‌ها هم نشان داده‌است که مادهٔ اصلی زندهٔ آنها، مولکول‌های DNA است که در سلول‌های همهٔ جانداران وجود دارد و امروزه آن‌ها را عوامل به وجود آورنده صفات مختلف در همهٔ جانداران می‌شناسیم. پس اگر قرار باشد تغییر در صفات جانداران پدید آید. این تغییر (جهش) باید در ساختمان دی‌ان‌ای اثر بگذارد. دی‌ان‌ای مولکولی بسیار با ثبات است و ساختمان آن کم‌تر دچار تغییر می‌شود. عواملی که سبب بروز تغییر در ساختمان چنین مولکولی می‌شوند، باید بسیار قوی باشند. مواد رادیو اکتیو بعضی از مواد شیمیایی و دارویی را از جملهٔ این عوامل می‌دانند.

## شواهد تغییر
وجود شباهت‌های فراوان در میان جانداران حاکی از وابسته بودن آن‌ها به همدیگر است. البته، شباهت میان جانداران یک گروه زیادتر از شباهت میان جانداران گروه‌های دور از هم است. بدیهی است که ساختمان اندام‌های داخلی مانند دستگاه‌های تنفس، گردش خون، کلیدها و غیره هم در آن‌ها بسیار شبیه است و همگی فعالیت‌های حیاتی مانند تغذیه، تنفس، و غیره را به یک شکل انجام می‌دهند.
چنین شباهتی به ترتیب در میان افراد گروه‌های دیگر مهره‌داران کمتر می‌شود. با این حال، میان این گروه‌ها شباهت زیاد دارند.
در مجموع مشاهدات انجام شده حاکی از آنند که:
جانداران از اجداد قدیمی و مشترکی به وجود آمده‌اند. تغییرها در جمعیت‌های جانداران پدید می‌آیند نه در افراد، زیرا فرد پس از مدت کم‌وبیش کوتاهی می‌میرد اما نسل و جمعیت باقی می‌ماند. زندگی از حالت ساده و ابتدایی به صورت پیچیده‌تری تحول یافته‌است.